# Ďurďové
Ďurďové (ungarisch Gergőfalva – bis 1907 Gyurgyove) ist eine Gemeinde in der Nordwestslowakei mit 165 Einwohnern (Stand 31. Dezember 2024) und gehört zum Okres Považská Bystrica, einem Kreis des Trenčiansky kraj.

## Geographie
Die Gemeinde befindet sich am Übergang vom Gebirge Strážovské vrchy in die Súľovské vrchy, im kleinen Talkessel Domanižská kotlina im Quellbereich des Baches Zákopčianka im Einzugsgebiet der Waag. Das Ortszentrum liegt auf einer Höhe von 450 m n.m. und ist 19 Kilometer von Považská Bystrica entfernt.
Nachbargemeinden sind Prečín im Norden, Domaniža im Osten, Čelkova Lehota im Südosten, Pružina (Ortsteil Briestenné und Hauptort) im Süden und Westen und Podskalie im Nordwesten.

## Geschichte
Im Gemeindegebiet von Ďurďové gab es eine slawische Grabstätte aus der großmährischen Zeit.
Der Ort wurde zum ersten Mal 1393 als Gergew schriftlich erwähnt und gehörte zuerst dem Abt von Skalka, später der Herrschaft der Burg Košeca und den Familien Ďurďovský und Lieskovský. 1598 standen 12 Häuser in Ďurďové, 1784 hatte die Ortschaft 27 Häuser, 26 Familien und 169 Einwohner, 1828 zählte man 25 Häuser und 239 Einwohner, die als Landwirte und Korbmacher beschäftigt waren.
Bis 1918 gehörte der Ort im Komitat Trentschin zum Königreich Ungarn und kam danach zur Tschechoslowakei beziehungsweise heute Slowakei. Von 1976 bis 1990 war Ďurďové Teil der Gemeinde Pružina.

## Bevölkerung
| Jahr                | 1994 | 2004    | 2014     | 2024    |
| ------------------- | ---- | ------- | -------- | ------- |
| Anzahl der Personen | 182  | 192     | 151      | 165     |
| Unterschied         |      | +5,49 % | −21,35 % | +9,27 % |

| Jahr                | 2023 | 2024    |
| ------------------- | ---- | ------- |
| Anzahl der Personen | 160  | 165     |
| Unterschied         |      | +3,12 % |

Gemäß der Volkszählung 2011 wohnten in Ďurďové 154 Einwohner, alle davon Slowaken.
149 Einwohner bekannten sich zur römisch-katholischen Kirche, ein Einwohner zur Evangelischen Kirche A. B. und ein Einwohner zu einer anderen Konfession. Zwei Einwohner waren konfessionslos und bei einem Einwohner  wurde die Konfession nicht ermittelt.